# Ron Tutt
Ronnie Tutt (Dallas, Texas; 12 de marzo de 1938-16 de octubre de 2021) fue un baterista estadounidense reconocido por su asociación con bandas y artistas como Elvis Presley, Neil Diamond, The Carpenters, Roy Orbison y Jerry Garcia, entre otros.

## Biografía
Se convirtió en miembro permanente de la banda de Elvis Presley prácticamente hasta la muerte del músico en 1977. Luego colaboró con el músico Jerry Garcia entre 1974 y 1977, antes de unirse a la banda de Neil Diamond, tanto en estudio como en sus presentaciones en directo hasta el retiro de los escenarios de Diamond por motivos de salud en 2018.
Tutt falleció el 16 de octubre de 2021 en Franklin, Tennessee a los ochenta y tres años.